# Денисівка (Сімферопольський район)
Дени́сівка (до 1948 — Суї́н-Аджи́, крим. Suin Acı) — село в Україні, у Сімферопольському районі Автономної Республіки Крим, підпорядковане Трудівській сільській раді.
Село Денисівка розташоване в 10 кілометрах на південний схід від Сімферополя. Тут знаходиться Денісівська страусина ферма.
Сучасна назва на честь льотчика-винищувача, Героя Радянського Союзу Костянтина Дмитровича Денисова.
У 2023 році у проєкті Постанови Верховної Ради України «Про перейменування деяких населених пунктів Автономної Республіки Крим» село запропоновано перейменувати на Суїн-Аджи.

## Історія
На околиці с. Денисівки виявлено неолітичне поселення. В одному з курганів, що поблизу села, розкопано скіфське поховання.